# Kühhornshof

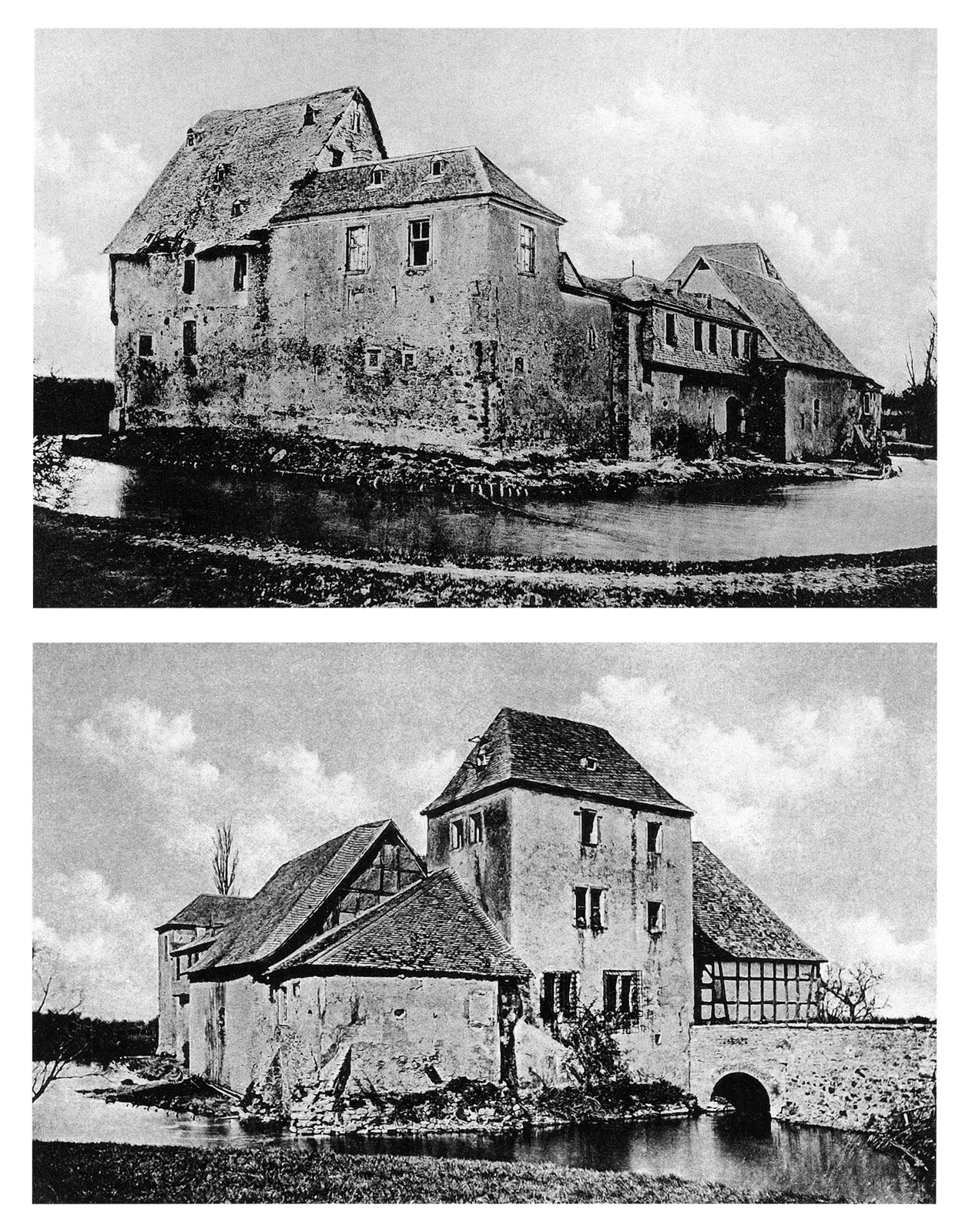
Der Kühhornshof, Ansichten von Südwesten (oben) und von Südosten, Fotografien von Carl Friedrich Mylius, 1868

Der Kühhornshof in Frankfurt am Main, ausgebaut in den zwanziger Jahren des 14. Jahrhunderts als Knoblauchshof, ab 1660 bekannt als Bertramshof, war ein im Mittelalter angelegter Wehrhof. Er befand sich etwa zwei Kilometer nördlich vor den Toren der Frankfurter Stadtbefestigung und gehörte ab dem frühen 15. Jahrhundert zum Verteidigungssystem der Frankfurter Landwehr. Vom einstigen Gutshof ist heute nur noch ein einzelner Wohn- und Wehrturm erhalten, der sich auf dem nichtöffentlichen Gelände des Hessischen Rundfunks im Stadtteil Nordend befindet und im Kern auf das späte 14. Jahrhundert zurückgeht.

## Topographie und Begriffserklärungen

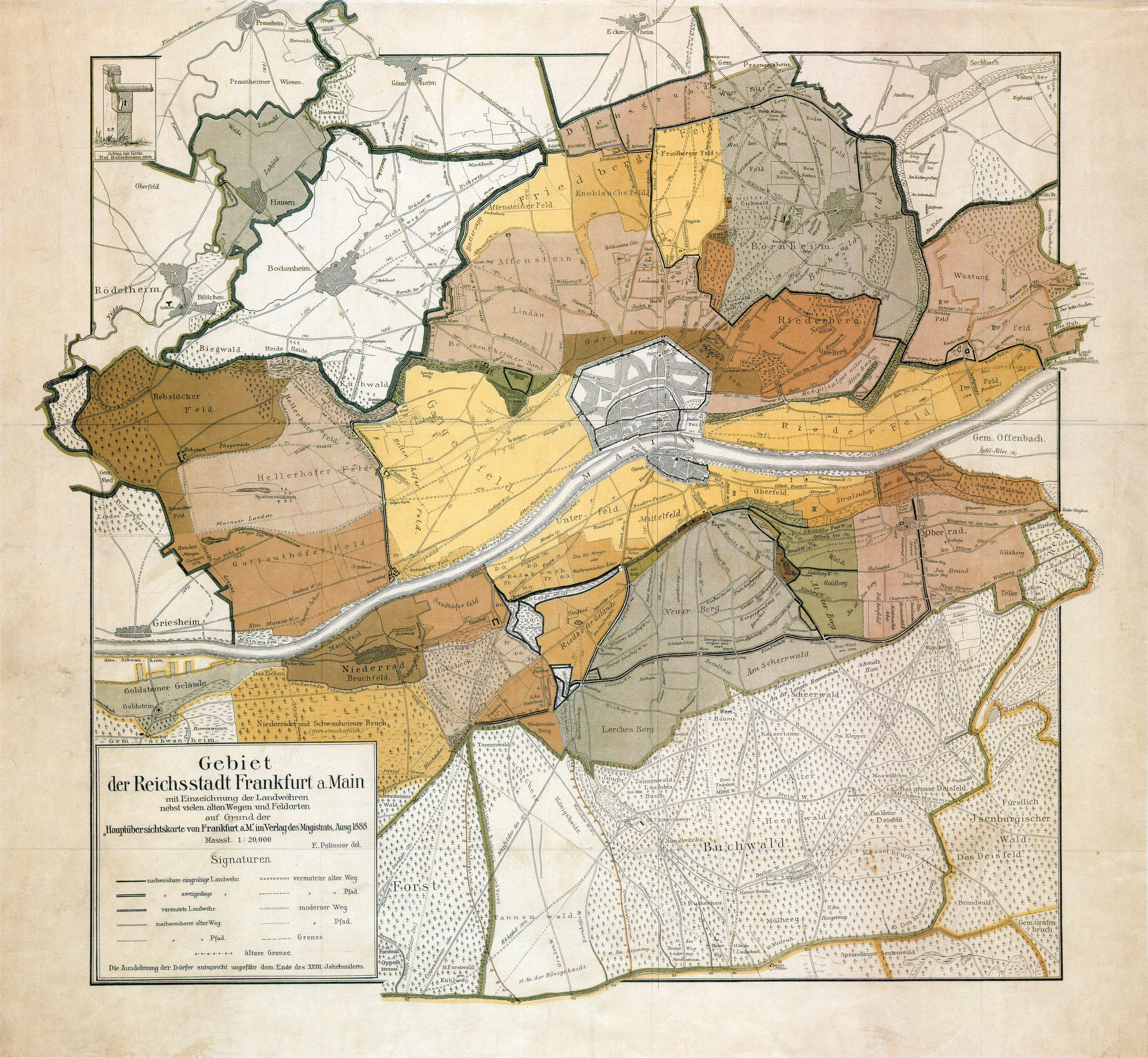
Die Frankfurter Landwehr Ende des 18. Jahrhunderts, der im Norden gelegene Kühhornshof ist blau hervorgehoben, Karte von Eduard Pelissier, 1905

Der Kühhornshof lag am nördlichen Ende des „Knoblauchsfelds“, das im Westen durch die Eschersheimer Landstraße vom „Affensteiner Feld“, im Osten durch die Eckenheimer Landstraße vom „Friedberger Feld“ abgegrenzt wurde. Verwirrenderweise findet sich die historische Bezeichnung „Friedberger Feld“ oft auch als Überbegriff für die drei vorgenannten Feldflächen (siehe rechts abgebildete Karte der Frankfurter Landwehr). Im Süden wurde das Knoblauchsfeld lose durch die zur Holzhausenschen Öde und zur Stalburger Oede gehörenden Hofflächen begrenzt.

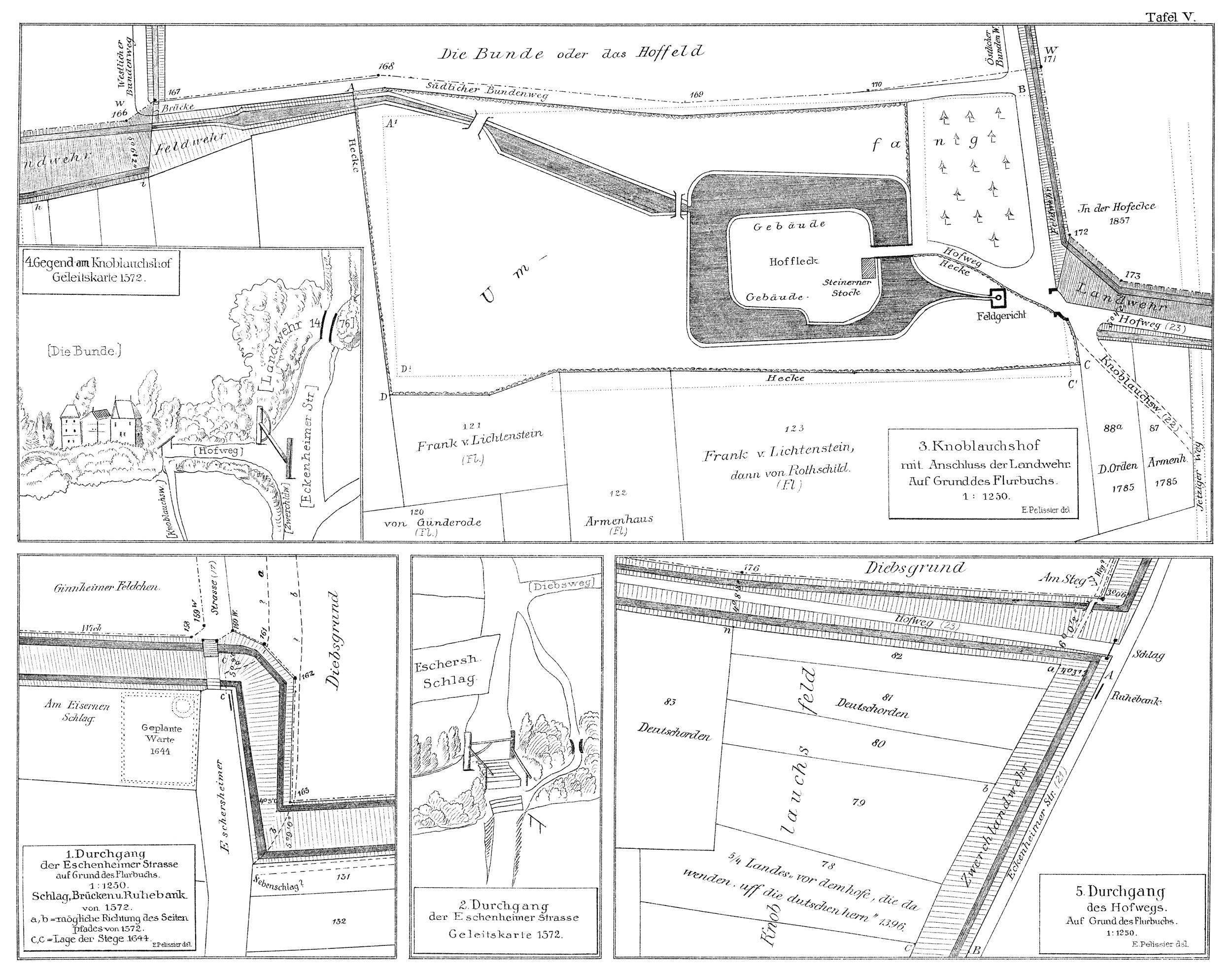
Kühhornshof und Umgebung, Detailkarte von Eduard Pelissier, 1905

Das Hofgelände selbst bestand aus zwei Teilen: zum einen das von einer dichten Hecke umgebene Grundstück mit den eigentlichen Hofgebäuden, und zum anderen das als „Bunde“ bezeichnete Hoffeld nördlich davon. Von letzterem zeugt noch heute der nach dem alten Flurnamen benannte Bundenweg im Stadtteil Dornbusch.
Das Hoffeld hatte die Form eines hochkant stehenden Rechtecks, wurde im Westen, Süden und Osten vom Bundenweg begleitet und südlich von Eckenheim durch die Altstraße „Diebsgrundweg“, einem Teil der Hohen Straße Frankfurt–Leipzig, begrenzt. Dieser Teil einer der ältesten Straßen Frankfurts wurde 1911 mit der Eingemeindung Preungesheims in „Marbachweg“ umbenannt und lässt sich in seinem Verlauf bis in den heutigen Stadtteil Dornbusch nachvollziehen. Der Diebsgrund stellte im Mittelalter und in der Frühen Neuzeit damit auch die nördlichste Ausdehnung des Frankfurter Stadtgebietes dar, als das Gebiet jenseits des Diebsgrunds zur Grafschaft Hanau gehörte.
Das eigentliche Hofgrundstück hatte die Form eines liegenden Rechtecks, das ebenso wie die Bunde von einer buschigen Baumhecke umgeben war. Seine östliche Ausdehnung war mit der des Hoffelds identisch, nach Westen überragte das Feld das Hofgrundstück. Im Südosten des Grundstücks entsprang an der Stelle eines alten Feldgerichts (siehe Der Hof als Feldgerichtsstätte) aus einer Quelle der Marbach, deren Wasser ab dem 14. Jahrhundert den Graben des Hofes speiste und das Gebiet in Richtung Nordwesten wieder verließ. Von der Existenz des Feldgerichts zeugt noch heute die Feldgerichtsstraße, südöstlich des ehemaligen Anwesens gelegen und südliche Verlängerung des Kühhornshofwegs. Auch der bereits genannte Diebsweg, dessen Name sich bereits in hochmittelalterlichen Texten findet, geht wohl darauf zurück.
Innerhalb des vom Marbach gespeisten Grabens lag der Hoffleck mit den Gebäuden. Der einzige heute noch erhaltene Rest der Bebauung, ein mehrstöckiges gemauertes Gebäude, das historisch als „steinerner Stock“ bezeichnet wurde, begründet den für heutige Verhältnisse eigentümlichen Straßennamen „Am Steinernen Stock“. Im Osten des Hofflecks schloss der „Hofweg“ an, der zur Eckenheimer Landstraße führte.

## Geschichte

### Vorgeschichte

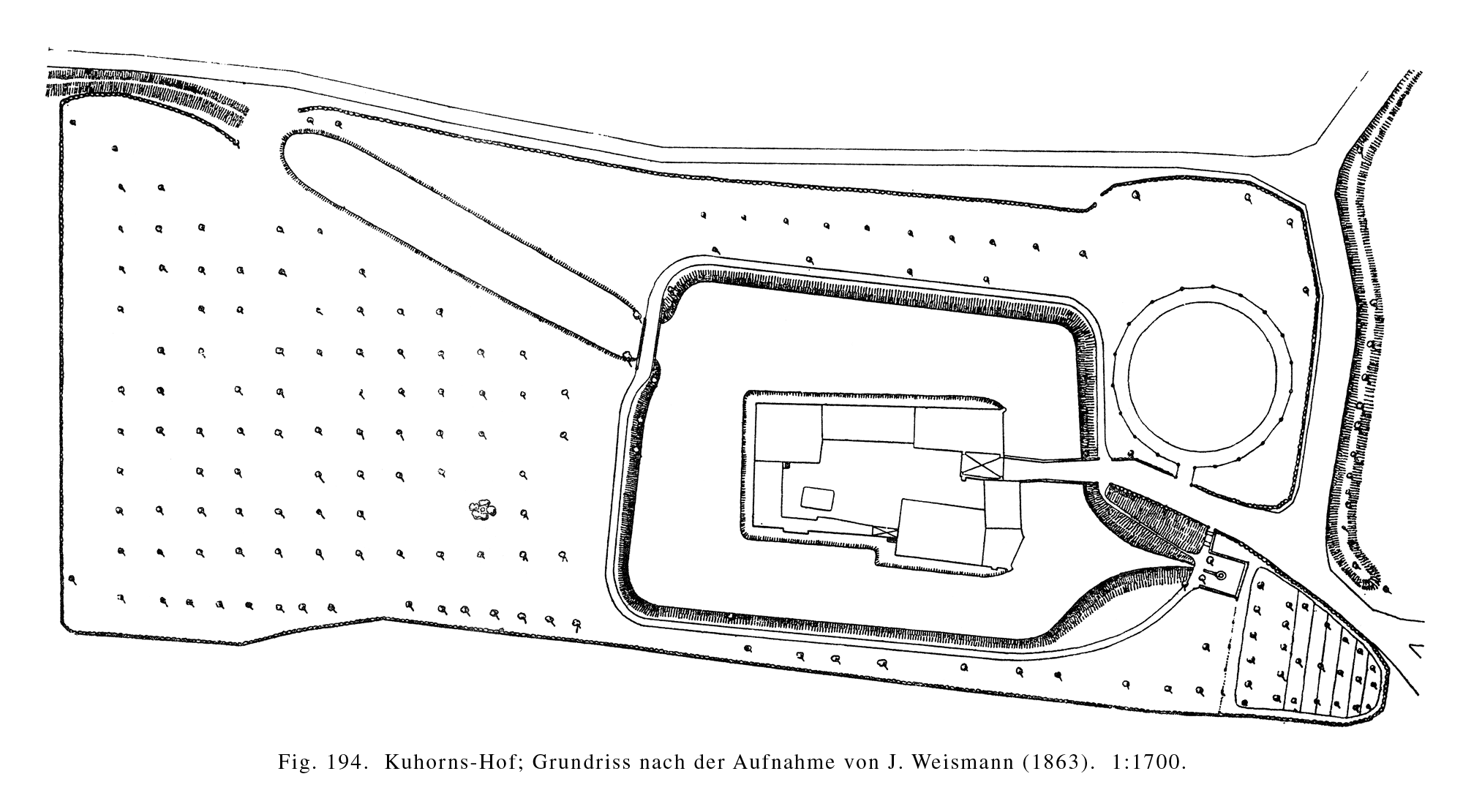
Grundriss des Hofgeländes. Zeichnung von Julius Hülsen nach J. Weismann, 1863

Das Gebiet des Kühhornshofs lässt sich bis in die staufische Zeit zurückverfolgen, in der es als Teil eines Königsguts zum Saalhof gehörte. Dieser war als königliche Pfalz in der 1. Hälfte des 12. Jahrhunderts unter Konrad III. erbaut worden. Der Hof findet allerdings erst 1313 indirekt urkundliche Erwähnung als „die Bunde die da stozit uff den Dypweg gein Eckenheim“. Ob es zu dieser Zeit eine Bebauung oder Reste einer solchen aus früheren Jahrhunderten gab, ist nicht mehr nachzuweisen. Ein auf dem Gelände der Quelle befindliches Feldgericht (s. entsprechender Abschnitt) legt aber nahe, dass der Ort schon vor der Stauferzeit von Bedeutung gewesen ist.

### Die Besitzer des Anwesens
Im 14. Jahrhundert war das vermutlich längst verfallene Königsgut weiter direkter Besitz des Heiligen Römischen Reiches, wird aber erstmals direkt urkundlich greifbar. Demnach verpfändete Kaiser Ludwig der Bayer das Feldgut als Reichslehen an das Adelsgeschlecht von Breuberg. Im Jahr 1323 kaufte der Patrizier und spätere Bürgermeister Frankfurts, Jakob Knoblauch, der auch ein enger Vertrauter des Kaisers war, von Mechthild von Breuberg, der Witwe des letzten Breubergers Eberhard III., deren Hofstätte, „die da stozent uf den Dypewek“. Jakob Knoblauch erweiterte das Anwesen zunächst um einige umliegende Grundstücke und errichtete dort um 1329 einfache Wirtschaftsgebäude. Sein gleichnamiger Sohn, Jakob Knoblauch der Jüngere, vollendete den bald nach seinen Besitzern benannten Knoblauchshof – einen durch Mauer und Wassergraben geschützten wehrhaften Gutshof – indem er diesem 1385 einen steinernen Wohn- und Wehrturm hinzufügte.

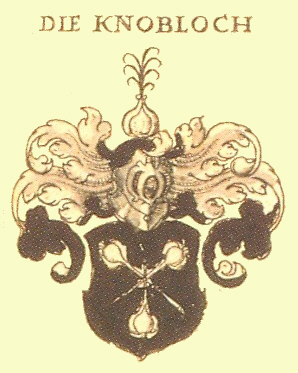
Wappen der Knoblauchs. (Siebmacher-Wappenbuch, 1605)

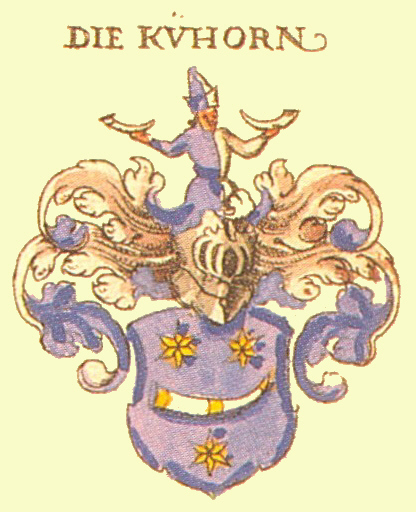
Wappen der Kühorns. (Siebmacher-Wappenbuch, 1605)

1396 ging der Hof durch Verkauf für 800 Gulden an den Rat der Stadt Frankfurt. Anlässlich des Geschäfts wurde ein Inventar des Hofbesitzes erstellt: neben zwei Morgen Land, auf denen der eigentliche Hof stand, ist urkundlich wieder von der Bunde, also dem nördlich gelegenen Hoffeld, sowie von sechs weiteren Grundstücken die Rede, die von verschiedenen Besitzern angekauft worden waren.

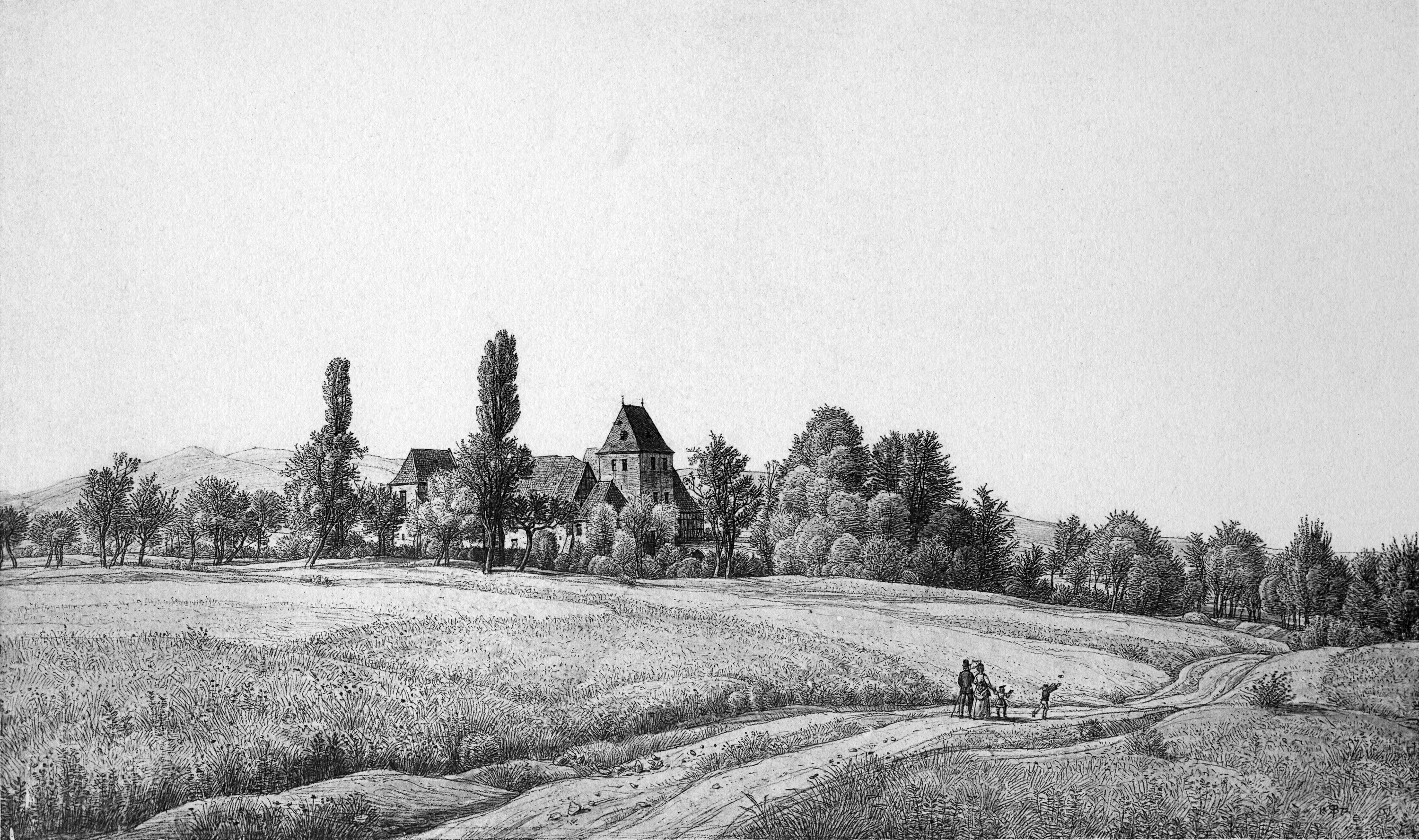
Kühhornshof in den Resten der Landwehr von Süden. Zeichnung von Peter Becker, 1872

Obgleich heute nicht mehr direkt nachvollziehbar, handelte es sich wahrscheinlich um einen gezielten Kauf, denn im selben Jahr begann die Stadt im Osten bei den Riederhöfen, wo sie um 1395 ebenfalls ein kleines Areal erworben hatte, mit dem Bau der Frankfurter Landwehr. Sie sollte als Gebück aus undurchdringlichen Hecken zusammen mit einem vorgelagerten Graben die äußeren Gebietsgrenzen der freien Reichsstadt schützen. Parallel dazu wurde bei Riedern eine steinerne Warte und am Galgenfeld im Westen aus Holz die erste Galgenwarte erbaut. Der Knoblauchshof lag entlang eines zwischen beiden Warten gezogenen Halbkreises ungefähr in der Mitte. Der bereits vorhandene steinerne Wehrturm wurde daher mit einer Holzkonstruktion aufgestockt, um eine Wartenfunktion zu übernehmen. Das Anwesen war damit zu einem wichtigen Stützpunkt der rechtsmainischen Landwehr geworden. Da die Bunde nördlich des Hofs bereits durch ihre eigene Feldwehr gesichert war, sparte die Stadt an dieser Stelle auch Geld für den Bau der eigenen Landwehr. Man begnügte sich damit, die neue Landwehr östlich und westlich des Hofs an die existierende Feldwehr anzuschließen.
Anno 1413 erwarb Rudolf zum Humbrecht den Knoblauchshof für 850 Gulden von der Stadt – mit der Verpflichtung, diesen aufgrund dessen strategisch wichtiger Lage keinesfalls an Fremde weiterzuveräußern. Diesen Revers mussten ab dato auch alle künftigen Hofbesitzer dem Rat zusichern. Nachdem der Hof 1421 in den Besitz des Münzmeisters Voys von der Winterbach gekommen war, kam es 1424 mit König Sigismund zu einem Streit darüber, ob der Hof weiter ein Reichslehen sei oder nicht. Die Stadt konnte diese Auseinandersetzung für sich entscheiden, als der Herrscher nach Schiedsspruch des Mainzer Erzbischofs Konrad III. von Dhaun anerkannte, dass der Hof bereits Jakob Knoblauchs Eigentum gewesen war.
Nachdem die Stadt bereits 1462 beschlossen hatte, „den Eschersheimer Schlag czuczutun und den slaghuder uff die Frideberger [d. i. Eckenheimer] strassse zu setzen und yme ein hudchen zu machen“, kam es im folgenden Jahrzehnt zu großen Umwälzungen. Durch den 1474 von Kaiser Friedrich III. gestatteten Kauf von Bornheim erweiterte sich das rechtsmainische Stadtgebiet erheblich. Große Teile der vorhandenen Landwehr rutschten in die „zweite Reihe“; in den folgenden Jahren war man damit beschäftigt, die Landwehr um die Gebietsgrenzen von Bornheim zu erweitern. Die Arbeiten wurden 1478 mit dem Bau der Friedberger Warte abgeschlossen, die ab dato den Nord- und Nordostverkehr an sich zog. Die Warte auf dem Knoblauchshof verlor schnell an Bedeutung und wurde aufgeben. Der Eschersheimer Schlag, Anfang des 17. Jahrhunderts durch einen namensstiftenden Eisernen Schlag verbessert, blieb von nun an bis auf wenige Ausnahmen verschlossen.

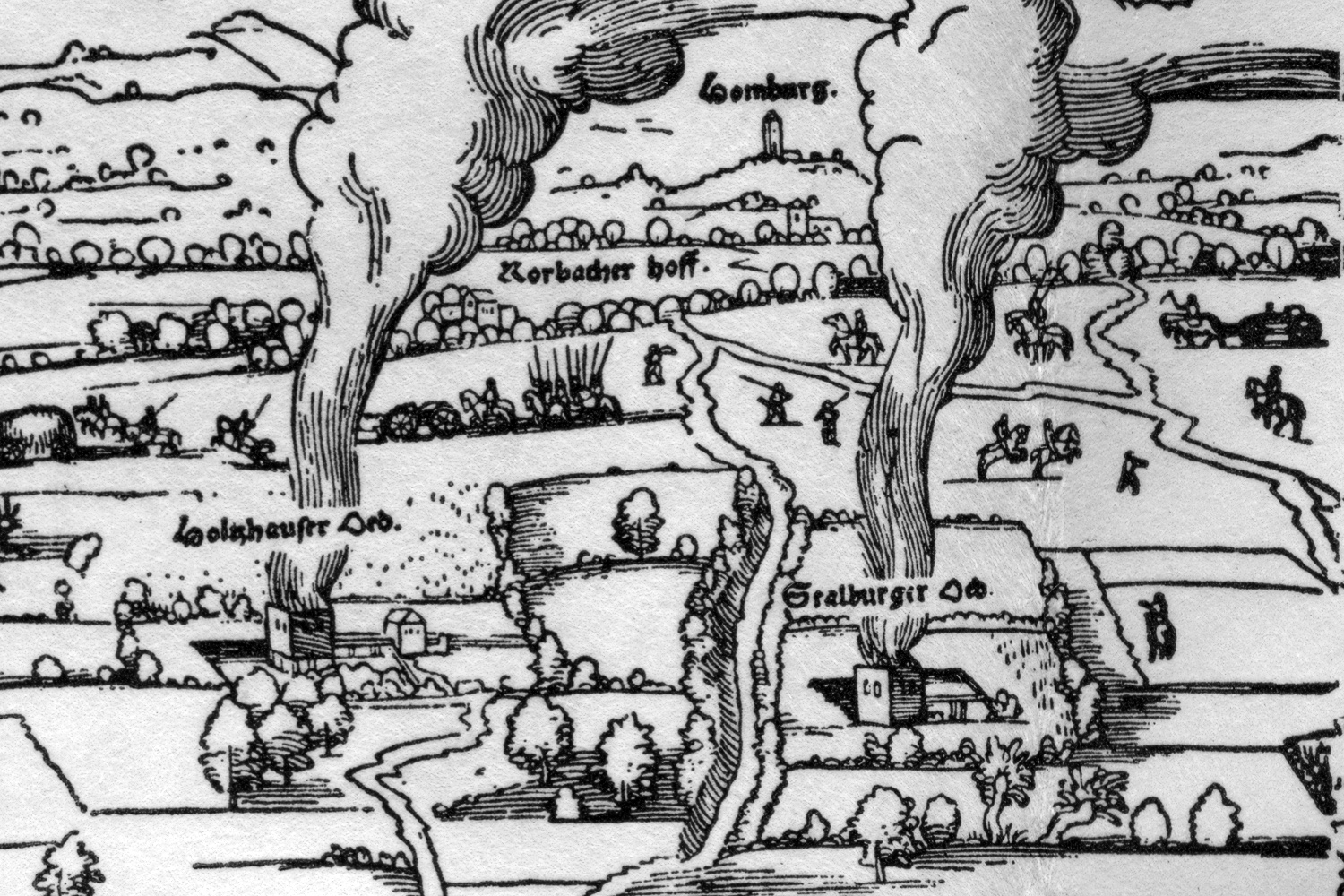
Früheste bekannte Darstellung des Hofs auf dem Belagerungsplan von Conrad Faber von Creuznach, 1552

1497 stürzte der Wohn- und Wehrturm des Hofs ein, wurde aber wohl Anfang des 16. Jahrhunderts auf den Fundamenten des Vorgängers neu erbaut. Auf dem Belagerungsplan der Stadt von 1552 ist trotz weniger Details wieder deutlich ein Turm zu erkennen, die Anlage hier nach damaligen Besitzer, dem Patrizier Friedrich Rorbach, als Rorbacher Hoff bezeichnet. Während der Belagerung durch Moritz von Sachsen im Fürstenkrieg wurden die Gebäude des Gehöfts teilweise zerstört. 1561 verkaufte Rorbachs Witwe das Gut an Bernhard Kuhorn, nach dessen Namen es im Volksmund bald als Kuhornshof bekannt war. Vermutlich zwischen 1581 und 1586 ließ der neue Besitzer die wohl nur geringen Schäden der Belagerung beseitigen und ein fünfgeschossiges Fachwerkhaus im Nordwesten des Hofgeländes errichten.
Von Bernhard Kuhhorn wechselte der Hof 1586 an Johann Ogier Bromm, der ihn 1607 an den kurmainzischen Rat Johann Peter Ebersheim verkaufte. 1639 kam das Gehöft von Johann Campoing an Maximilian Faust von Aschaffenburg. Im Jahre 1660 wechselte das Anwesen erneut den Besitzer. Es wurde durch Heinrich von Bertram, einem weiteren Frankfurter Patrizier, von der Witwe von Faust von Aschaffenburg erworben und gehörte fortan unter dem Namen Bertramshof zu dessen Besitztümern nördlich von Frankfurt. 1715 ließ er den einstigen Wartturm der Anlage in seine noch heute erhaltene Form umbauen und unter anderem mit seinem Familienwappen im Türsturz versehen. 1742 starb die Familie mit dem Schöffen Johann Jakob von Bertram im Mannesstamme aus, und der Hof ging an seinen Schwiegersohn, den Syndikus Johann Simon Franc von Lichtenstein.

### Verfall und Gegenwart

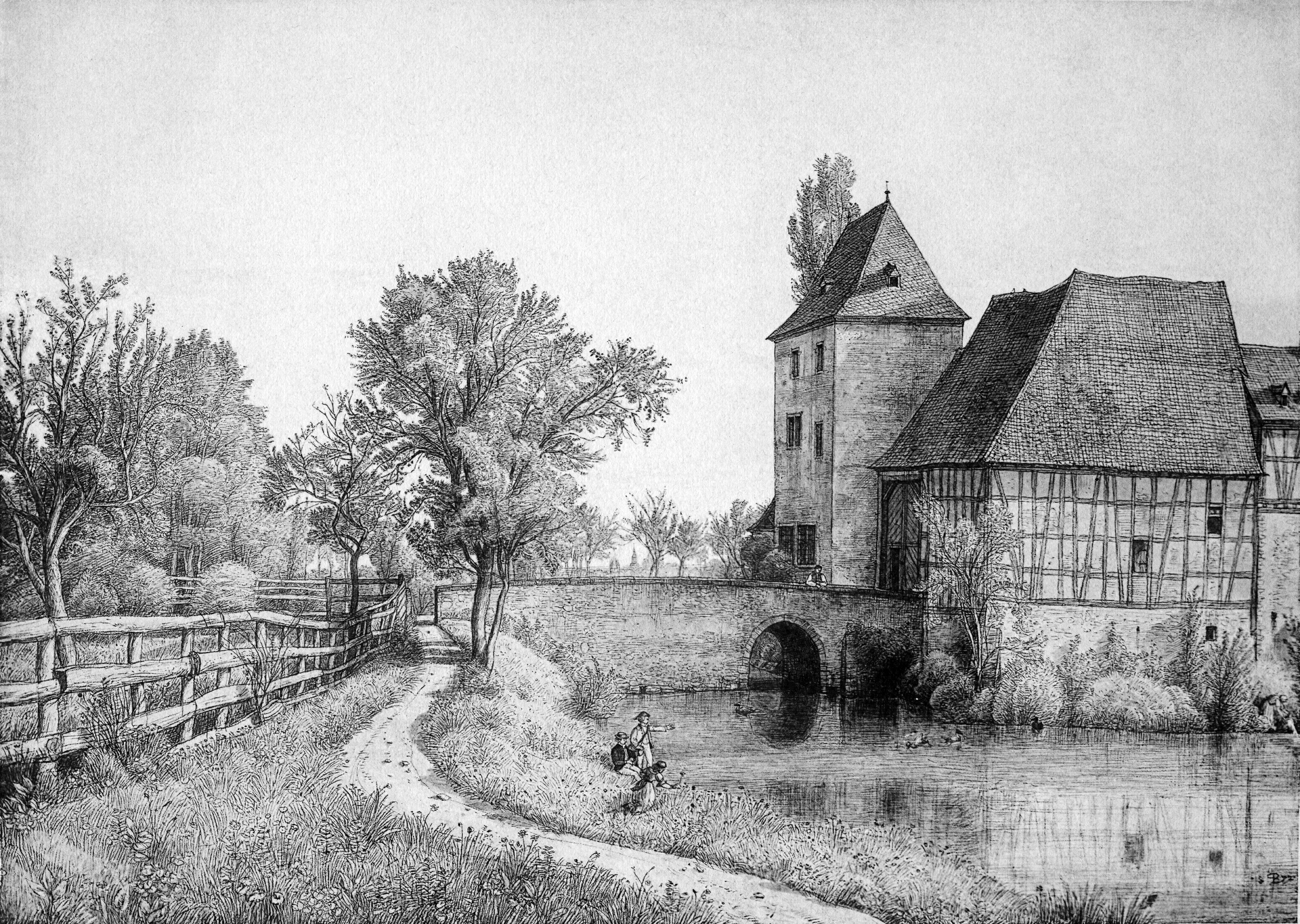
Kühhornshof von Norden. Zeichnung von Peter Becker, 1872

Etwa 1840 kaufte die Familie Rothschild das Anwesen von den Nachfahren des Vorbesitzers, zu den Gebäuden gehörten damals 300 Morgen Land. Die alteingesessene Frankfurter Familie ließ dem Hof in den kommenden Jahrzehnten nach zeitgenössischen Berichten nur wenig Pflege angedeihen, so schrieb Carl Theodor Reiffenstein:
„April 1861 […] gegenwärtig ist das Gebäude durch die Sorglosigkeit seines jetzigen Besitzers, des Herrn von Rothschild, in den Zustand des äussersten Verfalls geraten. Kaum findet man eine ganze Scheibe mehr. Die Decken sind durchgebrochen und überall Nothspriessen in die Zimmer gestellt, das Dach ist in dem allererbärmlichsten Zustand, alles Gebälke total faul und das Ganze droht über kurz oder lang den Einsturz.“
Im späten 19. Jahrhundert verfiel das Anwesen daher allmählich, so dass die historischen Gebäude nach und nach abgebrochen wurden. 1868 fiel das von Bernhard Kuhhorn errichtete Haupthaus aus dem 16. Jahrhundert, bis 1872 riss man die südlichen und westlichen Hofgebäude nieder und baute Wohnräume für Knechte und Mägde der neuen Besitzer in den Turm ein. 1878 wurde als einer der letzten älteren Teile die Zugbrücke beseitigt und durch eine Steinbrücke ersetzt, so dass lediglich der massive Wehrturm des ehemaligen Kühhornshofes erhalten blieb.

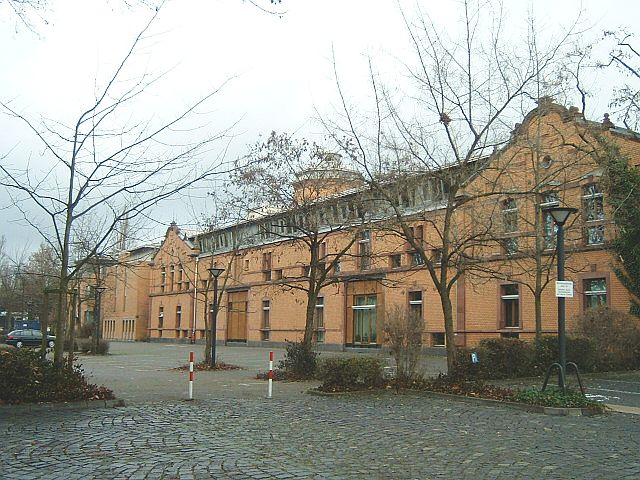
Der Bertramshof mit den restaurierten Gebäuden von 1888, 2005

Anstelle der verschwundenen Hofgebäude ließ Freifrau Luise von Rothschild im Jahr 1888 einen Meierhof mit Hofgebäude, Stallungen, Scheunen und Wasserturm errichten – jene Ziegelbauten, die noch heute den Namen Bertramshof tragen. Als die Besitzerin 1902 starb, wechselten Hof und Land für 1,5 Millionen Goldmark an Baronin Willy von Rothschild die Besitzerin. 1911 ging das gesamte Gelände durch Verkauf an eine Terraingesellschaft über, die es als Bauland verwertete. Die großangelegte Überbauung des Gebiets mit seinen landwirtschaftlichen Flächen begann jedoch erst in den späten 1920er Jahren u. a. unter Ernst May und setzte sich bis weit nach dem Zweiten Weltkrieg fort.
Auf den Kühhornshof weist heute nur noch der Name einer auf dem ehemaligen Grundstück gelegenen Straße im Stadtteil Nordend hin, der Kühhornshofweg. Der modernisierte historische Wohn- und Wehrturm des Hofes wird heute vom hr genutzt und ist für die Öffentlichkeit nicht zugänglich. Er beherbergt im Erdgeschoss Toiletten und eine Küche, im ersten Obergeschoss einen Seminarraum und im zweiten Obergeschoss ein Kaminzimmer.
Die Gebäude des Bertramshofes aus dem 19. Jahrhundert wurden Ende der 1980er Jahre modernisiert und werden ebenfalls vom Hessischen Rundfunk genutzt. Sie beherbergen unter anderem Hörfunkstudios, Schulungsräume, die hr werbung gmbh, die Pensionskasse Rundfunk und die Produktionsgesellschaft Degeto. Auf dem nördlich des Bertramshofes an der Kaiser-Sigmund-Straße gelegenen Grundstück wurde 2004 das Haus der Chöre erbaut, ein Probenraum für die Frankfurter Chöre Cäcilienchor, Frankfurter Kantorei und Frankfurter Singakademie.
Auf der westlich angrenzenden, ehemals zu den Liegenschaften des Gutshofs gehörenden Bertramswiese befinden sich heute öffentliche Sportanlagen, eine parkähnliche Grünanlage sowie ein Parkplatz. Das Gelände wird im Süden von der Straße Bertramswiese und im Westen von der Bertramstraße begrenzt.

## Architektur

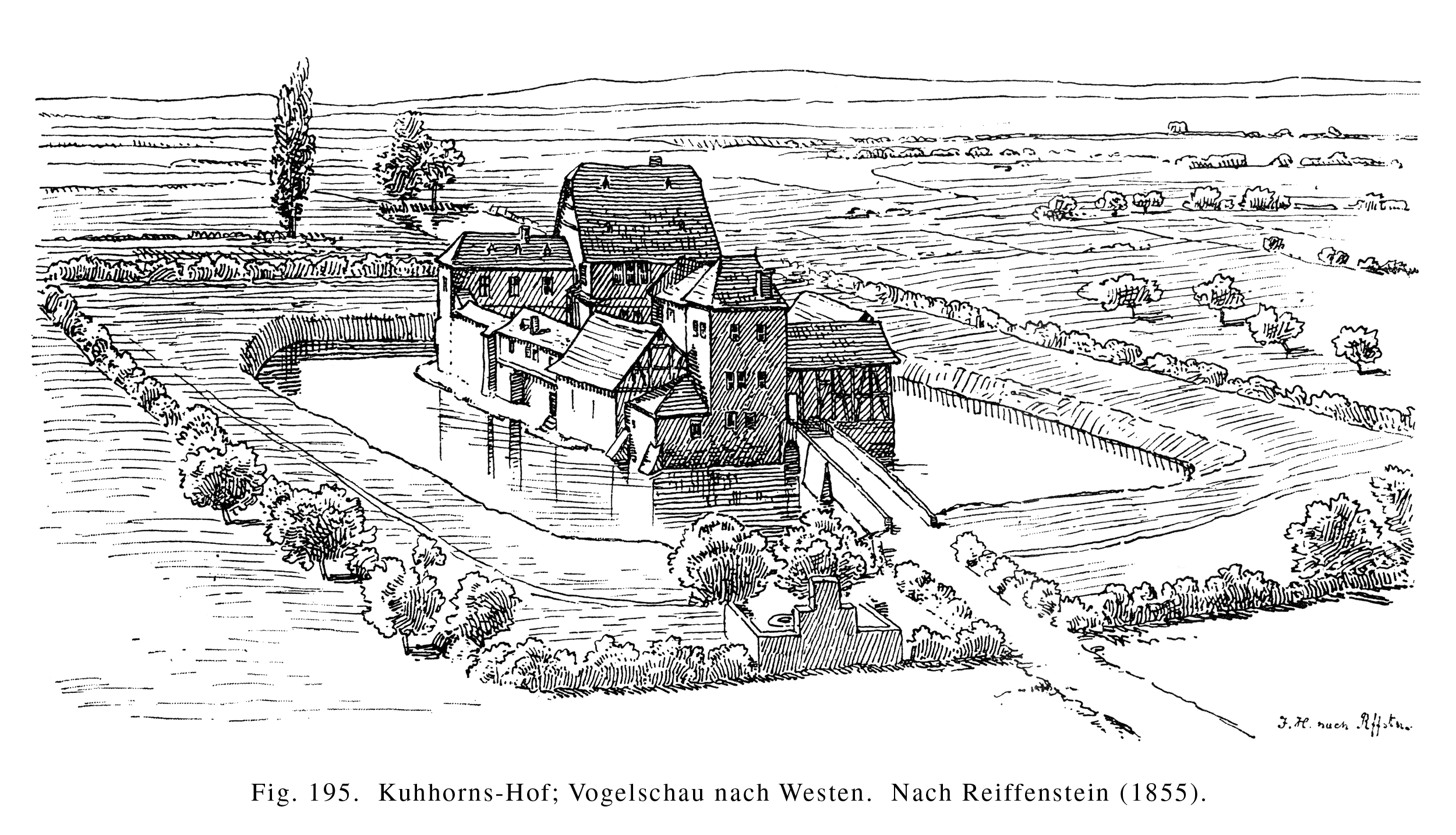
Vogelschau auf die Gesamtanlage nach Westen. Zeichnung von Julius Hülsen nach C.T. Reiffenstein, 1855

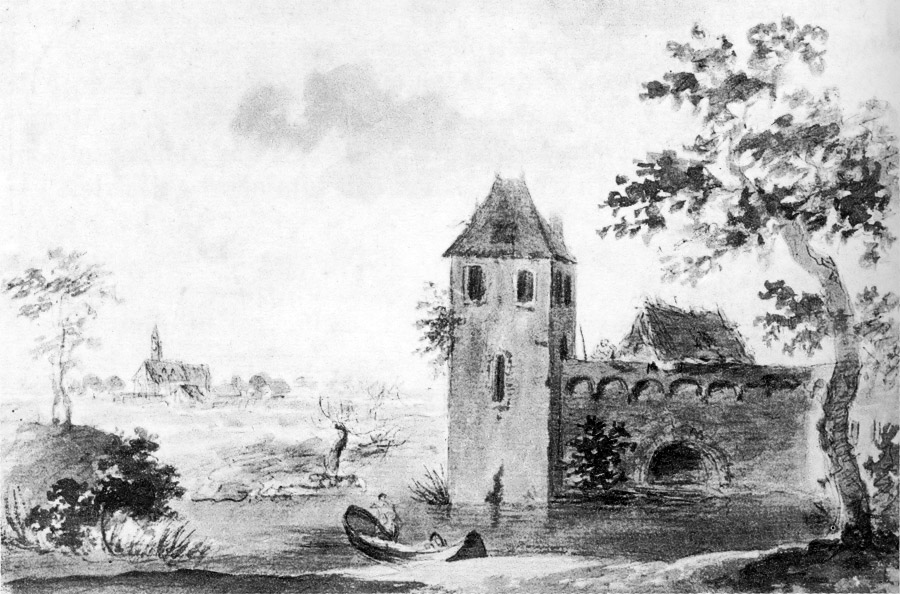
Ansicht auf einer Tuschezeichnung von Johann Wolfgang von Goethe, 1775

Über die Architektur der Gebäude des Kühhornshofs vor dem 19. Jahrhundert ist sowohl aus Mangel an Bildern als auch historischen Beschreibungen fast nichts bekannt. Die wenigen Informationen entstammen Baurechnungen, die indirekt Rückschlüsse auf Beschaffenheit und Ausmaß dessen erlauben, wofür eine Leistung bezahlt wurde. Als gesichert kann gelten, dass sich die Grundstücksfläche innerhalb des im 14. Jahrhundert unter der Familie Knoblauch angelegten Wassergrabens bis in die Neuzeit kaum verändert hatte. Über den Wassergraben führte als einziger Zugang im Osten eine Zugbrücke, die 1404 das erste Mal Erwähnung fand.
Die Hofbauten gruppierten sich am äußeren Rande des Grundstücks um einen Innenhof. Bei ihnen handelte es sich in der Mehrzahl um maximal zweistöckige, konstruktive Fachwerkbauten, stilkritisch dem 18. oder sogar schon dem frühen 19. Jahrhundert zuzurechnen. Gut zu erkennen war im 19. Jahrhundert auch noch die steinerne Ringmauer mit später vermauerten Zinnen, die den Hof mit Sicherheit seit dem 14. Jahrhundert vollständig umgab. Einen noch besseren Eindruck ihres ursprünglichen Aussehens gibt eine wenig bekannte Tuschezeichnung des Hofs von Johann Wolfgang von Goethe aus dem Jahr 1775, trotz nur skizzenhafter Ausführung.
Im Laufe der Zeit war die Befestigung ähnlich einer Stadtmauer an verschiedenen Stellen sichtbar ausgebessert und aufgestockt, teils zugunsten von Neubauten aber auch abgebrochen worden. An anderer Stelle, vor allem im Westen des Grundstücks, hatte man sie gar in Hofbauten mit einbezogen, die sie als Außenmauer nutzten. Von größerem historischen Wert waren jedoch einzig der heute noch erhaltene Wohn- und Wehrturm im Osten des Grundstücks und das diagonal gegenüberliegende Haupthaus aus dem 16. Jahrhundert.

### Der Wohn- und Wehrturm

#### Baubeschreibung

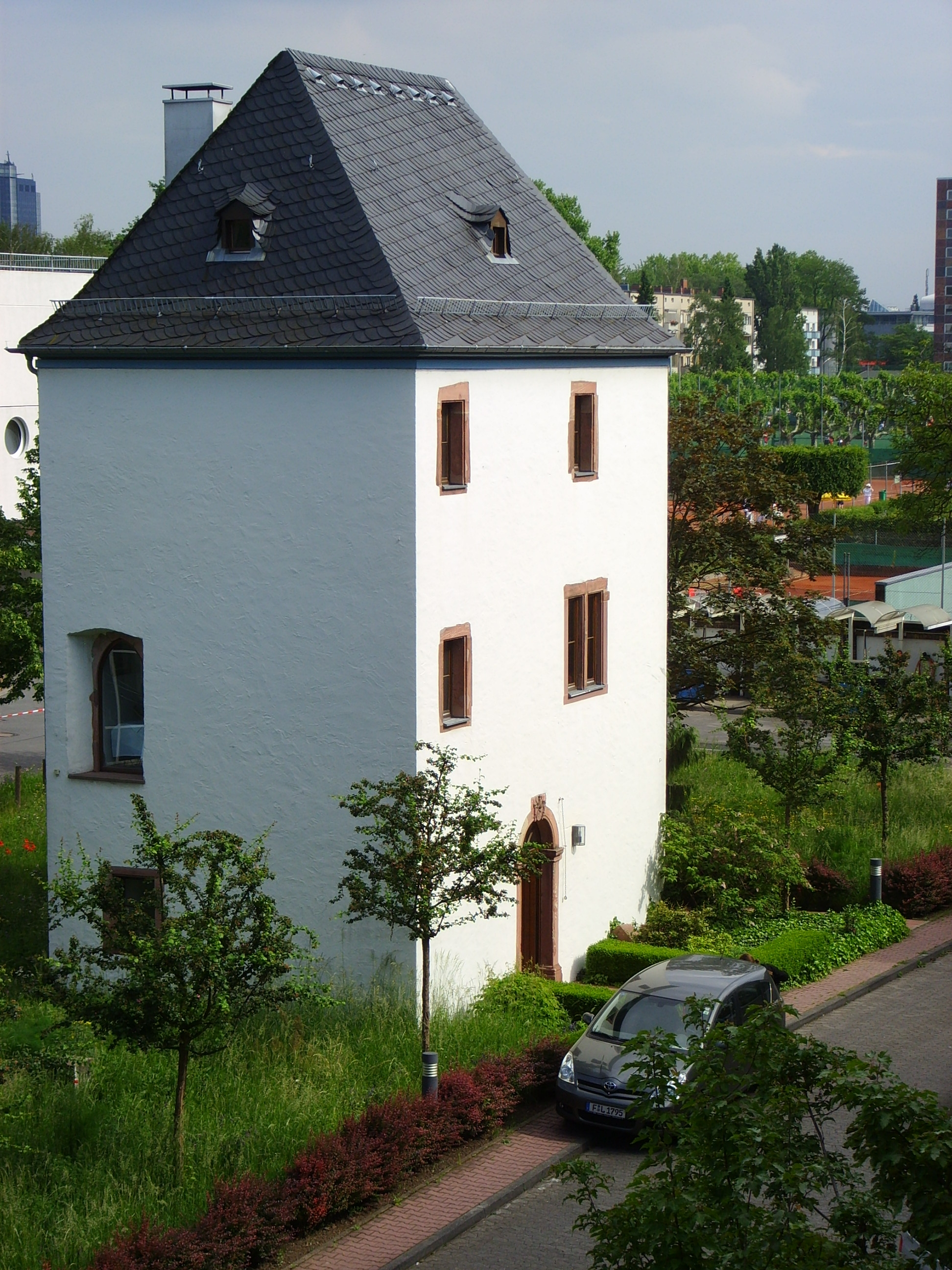
Der restaurierte Wehrturm des Kühhornshofs von Nordwesten im Jahr 2007

Der knapp 10 Meter hohe Turm ist auf einem rechteckigen Grundriss massiv aus verputztem Bruchstein errichtet. Die Architekturteile, etwa Tür- und Fenstergewände sind wie bei nahezu allen älteren Bauten Frankfurts aus rotem Mainsandstein. Das Gebäude besitzt einen Keller und mit dem Erdgeschoss drei Stockwerke sowie ein zum Kaminzimmer offenes Halbgeschoss innerhalb des Walmdachs.
Die Fenster sind vollkommen unregelmäßig angeordnet und von verschiedensten Formaten, was auf eine bewegte Baugeschichte schließen lässt. So besitzt die Ostseite etwa 1,5 Meter über dem Boden zwei winzige quadratische Kellerfenster, im Erdgeschoss zwei vergitterte Doppelfenster, das erste Geschoss ein Doppelfenster und ein einfaches Fenster, und das Geschoss darüber zwei einfache Fenster. Eines der Fenstergitter zeigte im 19. Jahrhundert noch eine originale, spätgotische Kunstschmiedearbeit des 16. Jahrhunderts. Das Dach besitzt zu jeder Seite hin eine einfache Gaube.

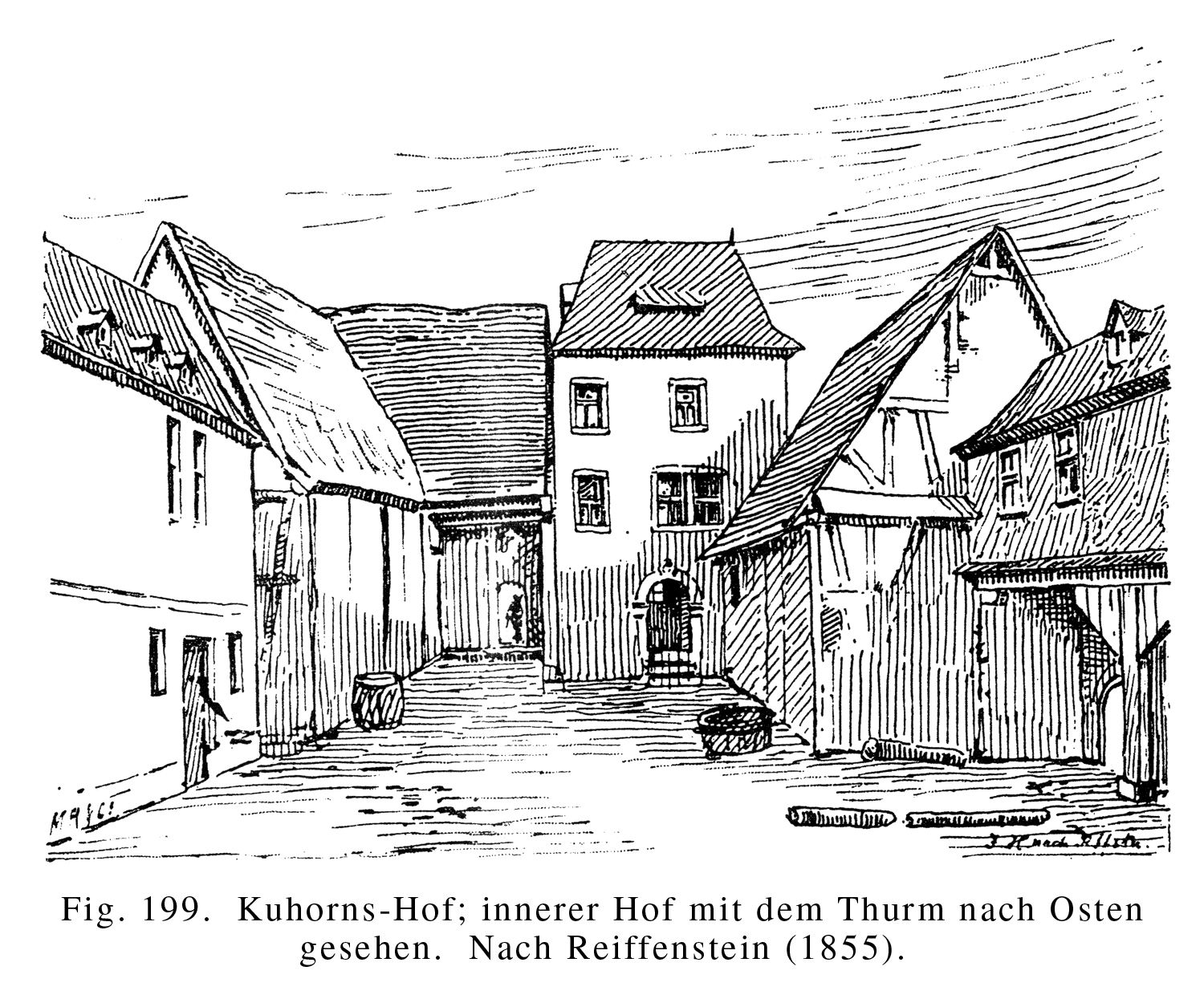
Innenhof mit dem Turm nach Osten. Zeichnung von Julius Hülsen nach C.T. Reiffenstein, 1855

Die Nordseite des heute frei stehenden Gebäudes war im 19. Jahrhundert durch anschließende Gebäude verbaut, die Südseite ebenso bis über das erste Geschoss, so dass hier nur das Stockwerk darüber zwei einfache Fenster zeigt. Die zum Innenhof der Anlage gewandte Westseite bildet mit einem rundbogigen Portal im Erdgeschoss noch heute den eigentlichen Eingang des Gebäudes, die Stockwerke darüber verfügen über eine der Ostseite analoge Fensterzahl und -anordnung. Das Portal wird von toskanischen Pfeilern flankiert, der Schlussstein des Rundbogens stellt das Wappen der Familie Bertram dar, die am Turm 1715 letztmals als Bauherr tätig gewesen war.
Im ersten Stock findet sich auf der Nordseite eine spitzbogige Tür, die aber schon im 19. Jahrhundert keinen räumlichen Bezug mehr besaß und vermauert war; sie ist heute wieder freigelegt und als Fenster verglast. Es ist zu vermuten, dass die Tür in früheren Zeiten auf einen Um- oder Wehrgang der einst hier befindlichen Ringmauer führte. Wahrscheinlich wurde von hier auch eine Aufzugseinrichtung für die schwere Zugbrücke bedient, die sich direkt nördlich des Turms befunden haben muss. Außer einem historischen Kachelofen in der Stube des ersten Stocks bezeugen die Beschreibungen des 19. Jahrhunderts keinerlei historische Ausstattung mehr, woran sich bis heute wenig geändert hat.

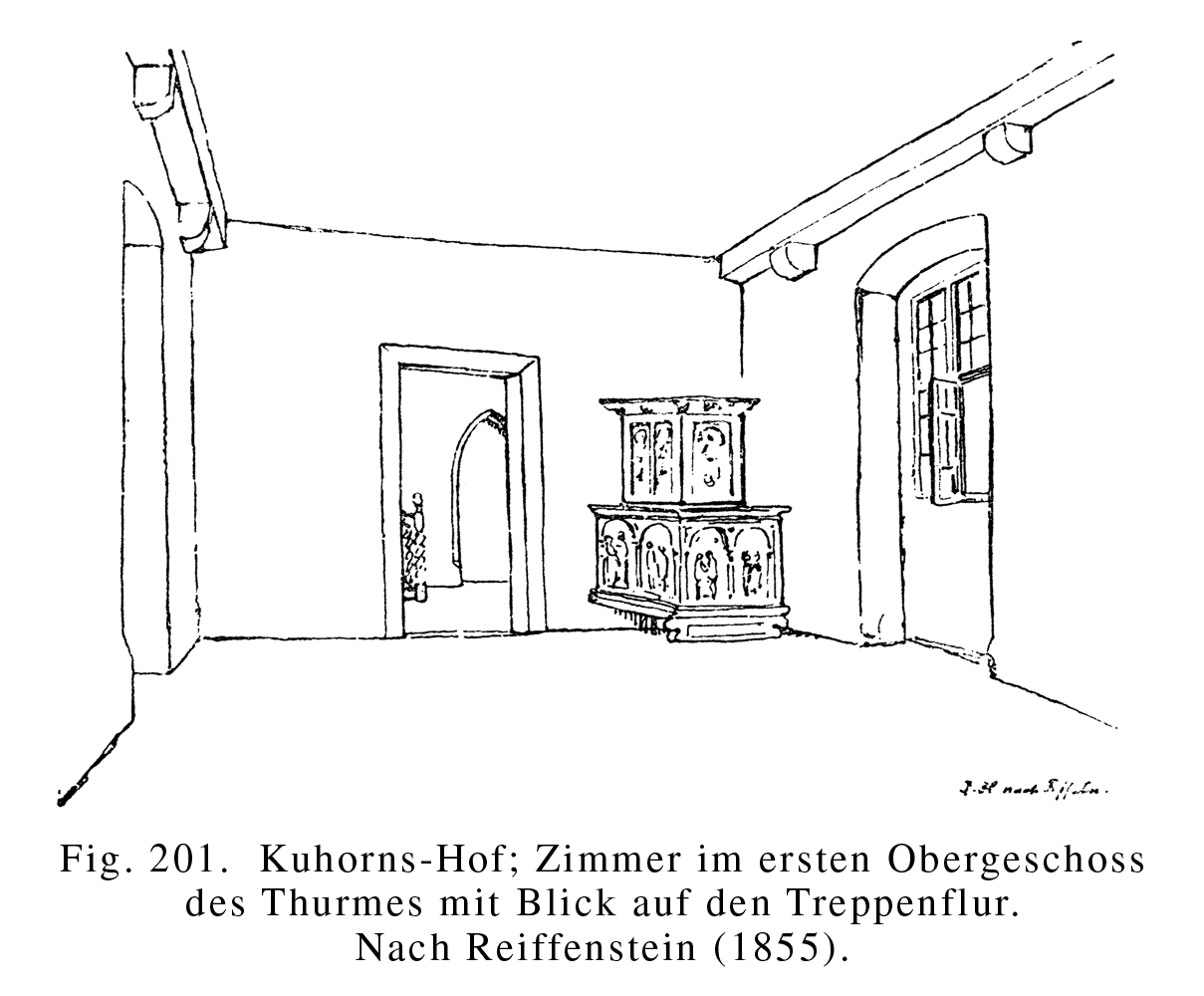
Inneres des Turms. Zeichnung von Julius Hülsen nach C.T. Reiffenstein, 1855

Südlich des Turms bildete die den Hof umgebende Ringmauer einen kleinen Innenhof, wo sich aus strategischen Erwägungen auch der ursprüngliche Haupteingang des Turms, ebenfalls eine spitzbogige Tür befindet. So konnte der Hof selbst nach einer Erstürmung des Tores noch weiter verteidigt werden. Durch Überdachung war der Innenhof in späteren Zeiten in ein eigenständiges, zuletzt als Stall genutztes Gebäude verwandelt worden.

#### Datierung
Schwierig ist die Differenzierung der verschiedenen Bauperioden des Gebäudes. Es ist nicht mehr zweifelsfrei zu klären, was der Erbauungszeit, vermutlich um das Jahr 1385, zuzurechnen ist, und was den Jahren kurz nach 1497, als der Turm nach seinem Zusammenbruch wohl fast völlig neu errichtet werden musste. Etwaige Schäden während der Belagerung von 1552 sind nicht überliefert und waren vermutlich nur von sehr geringem Ausmaß. Dies ergibt sich schon aus der Tatsache, dass die totale Zerstörung und anschließend notwendige Neuerbauung vergleichbarer Wehrhöfe in den Chroniken jener Zeit explizit Erwähnung findet.
Als gesichert kann gelten, dass der Turm vor 1497 ein, wenn nicht sogar zwei Stockwerke mehr besaß als heute, die bei seinem Wiederaufbau nicht wiederhergestellt wurden. Hierfür spricht die 1404 genannte Anzahl von 28 Fenstern, von denen sich am heutigen Bau nicht einmal mehr die Hälfte findet, der Verlust der Wartenfunktion nach 1478 (vgl. geschichtlicher Teil), wodurch ein derartiger Hochbau nicht mehr weiter benötigt wurde, und auch die Darstellung des Gebäudes auf dem Belagerungsplan von 1552.
Da die Gotik in Frankfurt in der ersten Hälfte des 15. Jahrhunderts noch völlig präsent war und es ferner keine Anhaltungspunkte für eine Datierung der wenigen erhaltenen Teile in das späte 14. Jahrhundert gibt, muss davon ausgegangen werden, dass der heute zu sehende Turm weitestgehend aus dem frühen 16. Jahrhundert stammt. Unzweifelhafte und einzig sichtbare Hinterlassenschaft der Umbauten des 18. Jahrhunderts ist der heutige Haupteingang an der Westseite, die Fenster sind stilkritisch eher noch der vorangegangenen Bauphase zuzurechnen. Aus dem 14. Jahrhundert stammen eventuell noch der Keller sowie die Fundamente, auf dem das Gebäude steht, doch hier wären mangels historischer wie moderner Untersuchungen weitergehende Forschungen vor allem archäologischer Natur nötig.

### Das Haupthaus

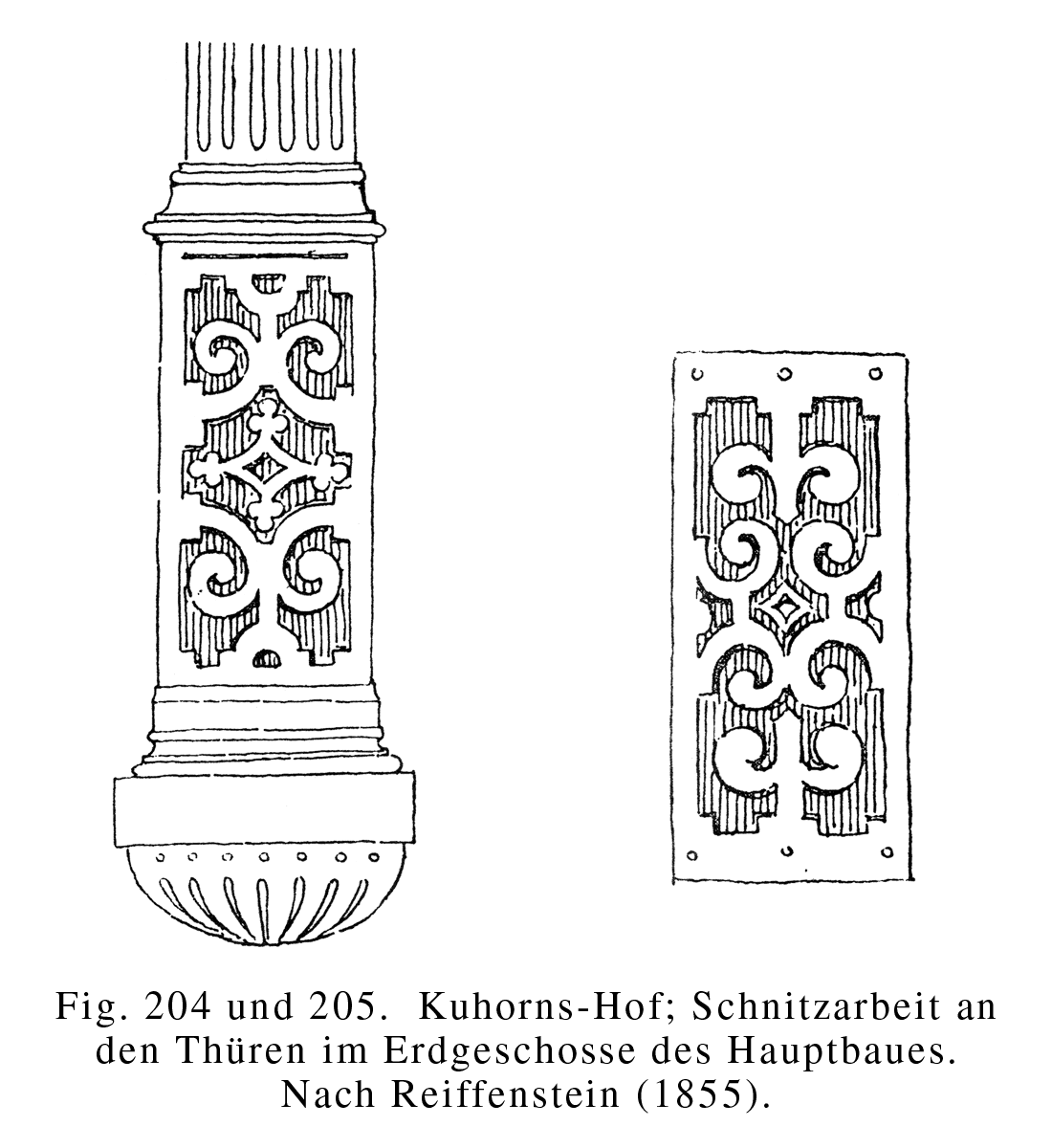
Schnitzarbeit an den Türen des Haupthauses. Zeichnung von Julius Hülsen nach C.T. Reiffenstein, 1855

Das im Nordwesten der Anlage befindliche Haupthaus wurde zwischen 1581 und 1586 als Fachwerkkonstruktion mit zwei Voll- und drei Dachgeschossen errichtet. Beim Bau war die Nord- und Westflanke der den Hof umgebenden Ringmauer für das Haus zweitverwertet worden. Sie bildete, mit Schießscharten versehen, somit gleichzeitig die zum Land gerichtete Außenmauer des Hauses. Das wehrhafte Bauwerk sollte in Krisenfällen, bei Kriegen und Überfällen, den auf dem Gut lebenden und arbeitenden Menschen als sicherer Zufluchtsort dienen; auch aus diesem Grund wurden mehrere Dachgeschosse als Vorratsspeicher benutzt.
Über das Aussehen des Hauses ist ansonsten wenig bekannt, obgleich es neben dem Turm das wohl am besten erhaltene Gebäude des Kühhornshofes war. Neben einem auch auf Abbildungen erkennbaren Erker an der Nordseite auf Höhe des ersten Obergeschosses ist weder ein vollständiges Fachwerkbild noch ein Bericht über äußeren Schmuck überliefert. Der geräumige Gewölbekeller auf Säulen, ein stattlicher Saal im ersten Obergeschoss sowie Schnitzarbeiten an den Türen im Erdgeschoss, die typische Renaissance-Ornamentik zeigten, gaben ein Bild vom einst repräsentativen Charakter des 1868 nach langem Verfall abgerissenen Gebäudes.

## Der Hof als Feldgerichtsstätte

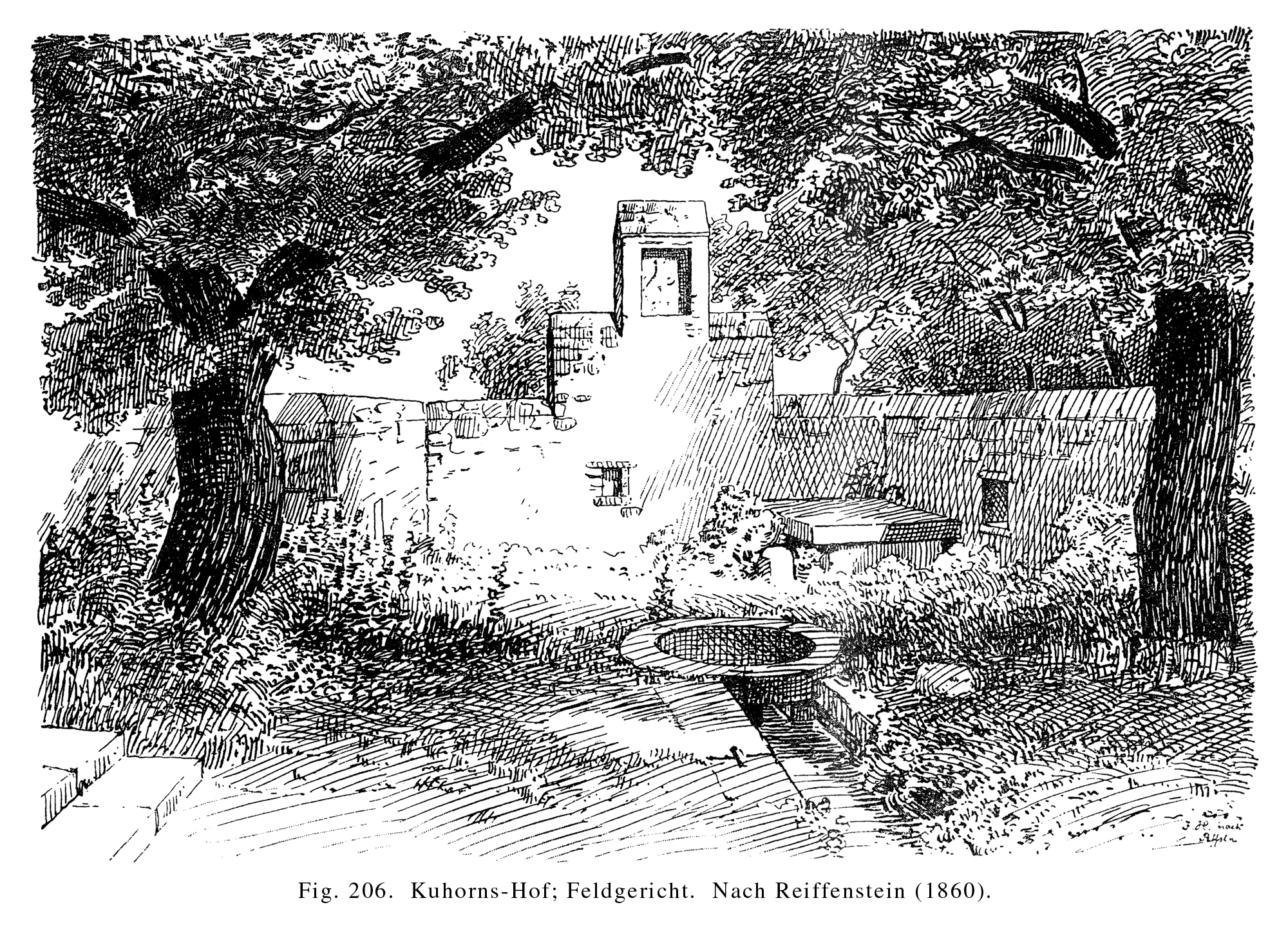
Feldgericht am Kühhornshof mit Blick nach Osten. Zeichnung von Julius Hülsen nach C.T. Reiffenstein, 1860

In früheren Jahrhunderten befand sich auf dem Anwesen des Kühhornshofes die Stätte eines Feldgerichts – einer Niederen Gerichtsbarkeit zur Verhandlung von geringeren Alltagsdelikten sowie von Grenz- und Erbstreitigkeiten und ähnlichem. Es befand sich südöstlich der Hofgebäude und war um die in einen Brunnen gefasste Quelle des Marbachs herum gebaut, wo sich auch zwei alte Gerichtslinden befanden.
Die einzige umfassende Beschreibung der Anlage stammt von Carl Theodor Reiffenstein, der im 19. Jahrhundert akribisch die Veränderungen der Frankfurter Altstadt und ihres Umlandes sowohl schriftlich dokumentierte als auch zeichnete. Er schrieb:

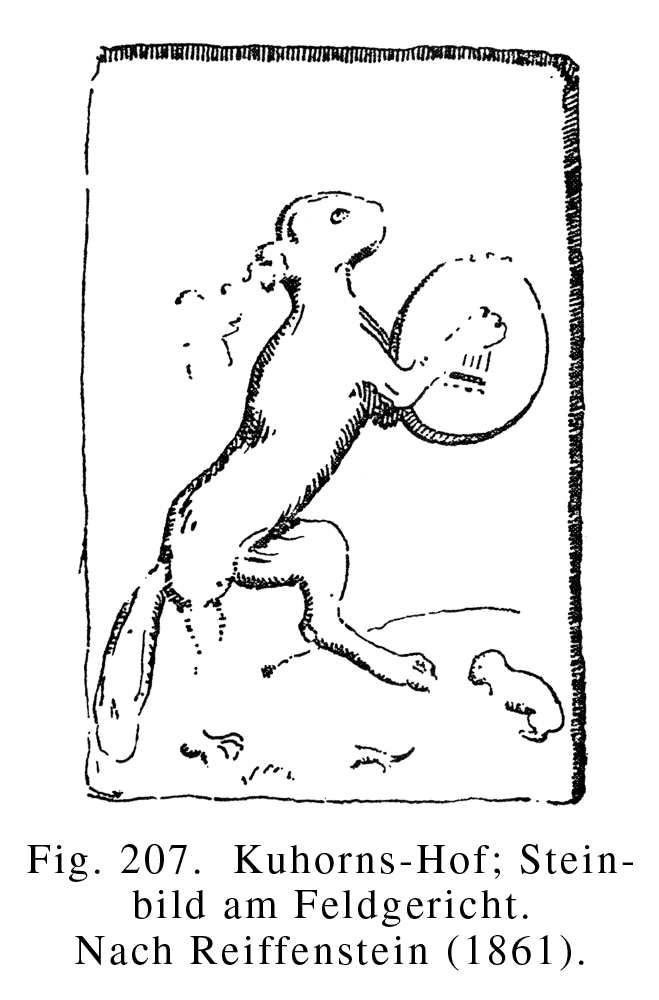
Fuchs mit Laute. Steinernes Relief am Feldgericht beim Kühhornshof. Zeichnung von Julius Hülsen nach C.T. Reiffenstein, 1861

„Links, ehe man an die zu dem Haupteingang führende Brücke gelangt, liegt in einer Vertiefung ein alter Brunnen, dessen Abfluss den Graben füllt. Die Rückwand der die Vertiefung umfassenden Mauern ist zinnenartig abgetreppt und trägt in einer Blende etwa sechs Fuss über dem Boden ein altes, leider durch Unwissenheit und Rohheit arg zerstörtes Steinbild. Es stellt einen Fuchs dar, welcher eine Laute trägt, umgeben von einem Maulwurf, einer Feldmaus, einer Kröte und sonstigen als dem Feldbau schädlichen Thieren. […] Es war diese Stätte ein sogenanntes Feldgericht. Nächst dem Brunnen lässt die Vertiefung noch Raum für einen steinernen Tisch mit steinernen Sitzen, auf welchen die Richter sassen, während die dem Gericht anwohnenden Leute bequem über die Brustwehr in den Raum hineinsehen konnten.“
Die aus Bruchsteinen errichteten, knapp 42 cm starken Umfassungswände des Feldgerichts hatten eine durchschnittliche Höhe 1,90 m und bildeten ein Rechteck von 7,50 auf 6,25 Metern. Ähnlich wie bei gotischen Profanbauten der Stadt war die Oberkante der umlaufenden Mauer nicht glatt, sondern sattelförmig, und mit Basaltquadern eingefasst. Die von Reiffenstein genannte Rückwand mit dem Bild lag im Osten. Es befand sich mit seiner Unterkante knapp 2,20 Meter über dem Boden, maß 115 auf 73 cm und war aus rotem Mainsandstein gearbeitet. Das Relief des Fuchses mit Laute ist gegenwärtig das einzige bekannte und sichtbar vorhandene Relikt des Feldgerichts. Es weist sehr starke Spuren von Erosion, Verwitterung und anderen Beschädigungen auf und befindet sich heute im renovierten Wehrturm, eingefasst in die Innenwand einer der Mauern des Kaminzimmers im zweiten Obergeschoss.
Bereits im 19. Jahrhundert war die Anlage des Feldgerichts stark verfallen und mehrfach repariert worden. Wie weit das Feldgericht zeitlich zurückreichte ist aufgrund fehlender weiterer Funde oder Quellen unbekannt. Für in älterer Literatur zu findende Vermutungen, dass sie bereits im ersten nachchristlichen Jahrtausend oder gar in vorrömischer Zeit als Feldgericht diente, gab und gibt es weder Schriftzeugnisse noch bauliche oder archäologische Spuren, wobei letztere durch die moderne Überbauung ohnehin unwiederbringlich verloren wären. Die ältesten, Ende des 19. Jahrhunderts noch erhaltenen Teile ließen sich stilkritisch nur in das 16. Jahrhundert datieren.

## Der Wehrturm des Kühhornshofs, 2008

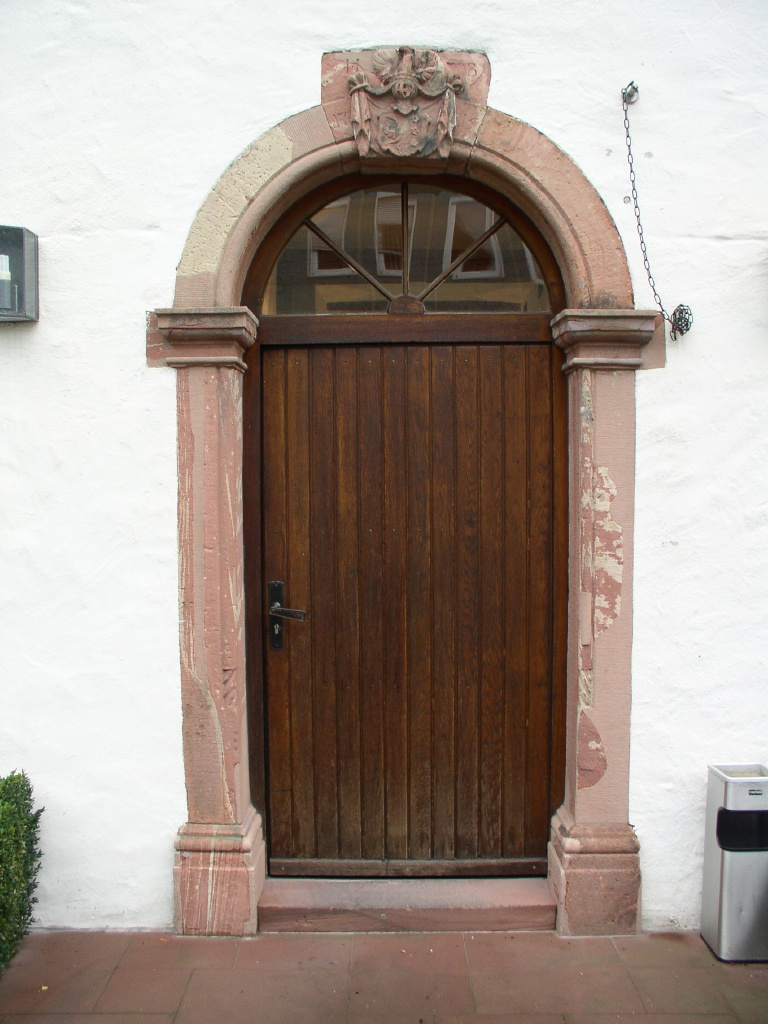
Portal und Eingangstür des Wehrturms in dessen Westseite
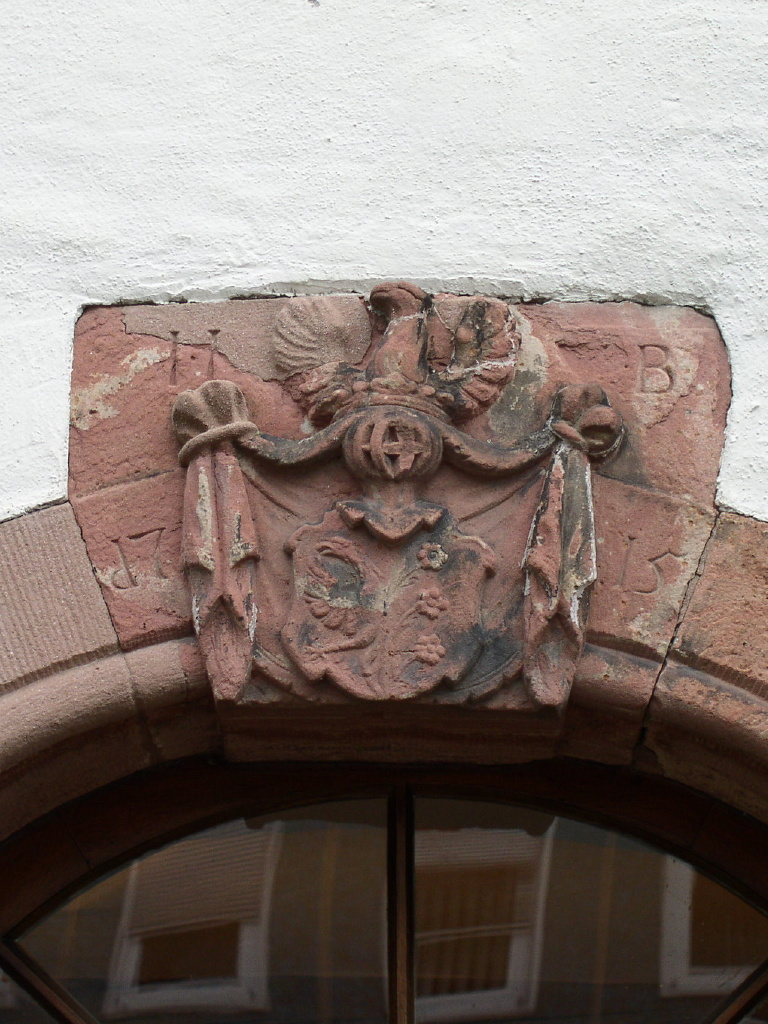
Schlussstein des Eingangsportals mit dem Wappen des Heinrich von Bertram, dessen Initialen und der Jahreszahl 1715
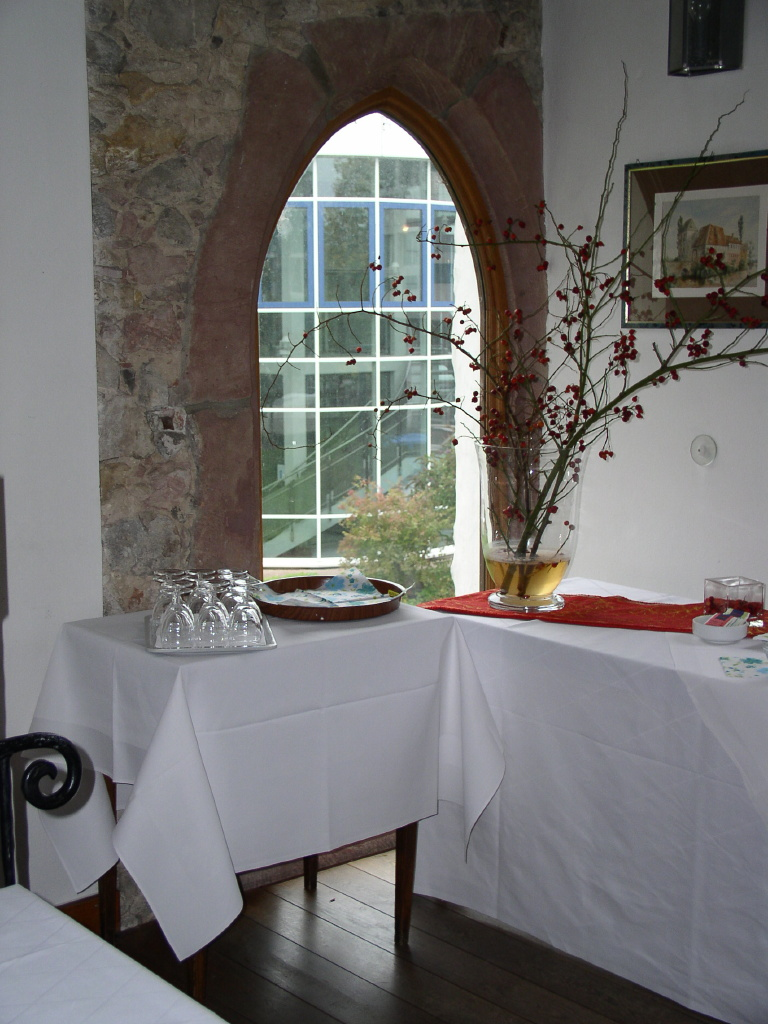
Ehemaliger Türbogen des Wehrturms in der Nordseite des ersten Obergeschosses, heute als Fenster genutzt
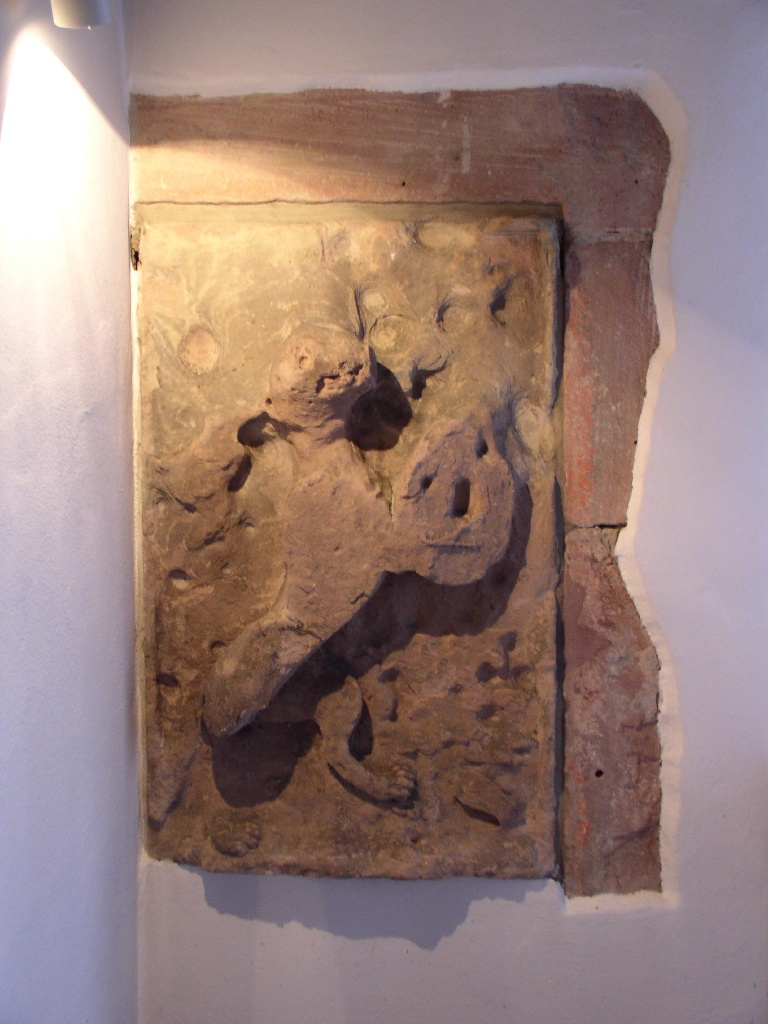
Sandsteinrelief „Fuchs mit Laute“ aus der Umfassungsmauer des historischen, am Hof befindlichen Feldgerichts